# Macrocentrus crambi
Macrocentrus crambi är en stekelart som först beskrevs av William Harris Ashmead 1894.  Macrocentrus crambi ingår i släktet Macrocentrus och familjen bracksteklar. Inga underarter finns listade i Catalogue of Life.